# Gabriela Breisach
Gabriela Breisach (* 22. Dezember 1956 in Wien) ist eine österreichische Goldschmiedemeisterin, Juwelierin, Gemmologin und Sachverständige für Schmuck.

## Leben
Gabriela Breisachs Vater war Dentist, ihre Mutter Franziska eine Goldschmiedemeisterin. Breisach erlangte ihre Matura am Lycée Français de Vienne. In dem 1881 gegründeten Familienbetrieb machte sie eine Lehre als Gold- und Silberschmiedin. 1978 legte sie die Gesellenprüfung, 1981 die Meisterprüfung als Gold- und Silberschmiedin ab. Zwischen 1974 und 1981 absolvierte sie Edelstein- und Gemmologenlehrgänge bei der Österreichische Gemmologische Gesellschaft in Wien sowie zwischen 1978 und 1981 Diamantlehrgänge bei der Deutschen Gemmologischen Gesellschaft in Idar-Oberstein.
1986 erhielt sie ihre Ausbildung zur Pretiosen-Sachverständigen bei W. Mican und L. Rössler in Wien. 1989 legte sie ihre Prüfung zur „Allgemeinen, beeideten und gerichtlich zertifizierten Sachverständigen“ für die Fachgebiete Juwelen, Edelmetalle, Edelsteine ab und wurde entsprechend eingetragen. Der Österreichische Gutachterverband für Pretiosen und Uhren ernannte Breisach für die Jahre 1989 bis 2007 und erneut 2016 zu seiner Präsidentin. 1991 wurde sie Vize-Präsidentin und Gutachterin der Österreichischen Gemmologischen Gesellschaft. Von 2007 bis 2015 war sie Obfrau der Fachgruppe Pretiosen, Uhren, Modeschmuck des Landesverbandes Wien, Niederösterreich und Burgenland des Hauptverbandes der Gerichtssachverständigen.
Seit 2019 tritt sie in der ServusTV-Sendereihe Bares für Rares Österreich als Expertin für die Bewertung von historischem und neuzeitlichem Schmuck auf.

## Veröffentlichungen
- 650 Jahre Gold- und Silberschmiede. Landesinnung Wien der Kunsthandwerke, Holzhausen Druck, 2016.